# Epirhyssa valida
Epirhyssa valida är en stekelart som först beskrevs av Kamath och Gupta 1972.  Epirhyssa valida ingår i släktet Epirhyssa och familjen brokparasitsteklar. Inga underarter finns listade i Catalogue of Life.